# 한확
한확(韓確, 1400년 ~ 1456년 음력 9월 11일)은 조선전기의 문신이자 외척, 외교관이며 명나라의 문신이다. 자는 자유(子柔), 호는 간이재(簡易齋), 본관은 청주(淸州)이며 시호는 양절(襄節)이다. 덕종의 비이자 월산대군· 성종의 모후인 인수대비와 세종 서자 계양군의 부인인 정선군부인의 친정아버지이다.
음서로 관직에 올라 명나라의 영락제의 후궁으로 간택된 누이 여비를 호송하였다. 1417년(태종 17년) 명나라의 초청을 받고 진헌부사(進獻副使)로 명나라에 건너가서 광록시 소경의 벼슬을 지냈으며, 귀국후 판한성부사, 판병조사, 판이조사를 거쳐 의정부좌의정에 이르렀다. 계유정난을 도운 공로로 정난공신 1등과 세조 찬위를 도운 공로로 좌익공신 1등에 녹훈되었으며, 서성부원군에 봉작되었다가 서원부원군으로 개봉되었다.
명나라 영락제의 후궁 여비 한씨, 선덕제의 후궁 공신부인은 그의 넷째, 다섯째 누이이다. 검소하고 청렴하였으며 한명회, 신숙주 등과 함께 세조의 즉위를 도왔고, 1418년의 세종의 책봉 고명과 1455년 세조의 책봉 고명을 받아왔다. 그는 누이들이 황제의 후궁인 점을 활용하여, 외교관으로 활동하였다. 그의 둘째 딸은 세종의 서자 계양군 증에게 출가하였고, 여섯째 딸은 세조의 장남 의경세자의 비 인수대비로서 세종, 세조 2대에 걸쳐 사돈이 되었다. 한명회의 일족이다.

## 생애

### 생애 초반

#### 출생과 가계
간이재 한확은 1400년(정종 2년) 녹사를 지내고 증 병조판서에 추증된 한녕(韓寧)의 손자이며, 지순창군사(知淳昌郡事)를 지내고 증 의정부영의정 서성부원군에 추증된 한영정(韓永矴)의 아들로 태어났다. 어머니 증 정경부인 의성 김씨는 의성군 양소공 김영렬(金英烈)의 딸이다.
고려(高麗 때 시중(侍中)을 지낸 한강(韓康)의 후손으로 세조의 측근이었던 한명회와는 9촌숙질간이다. 한확은 한악(韓渥)의 넷째 아들 한방신의 증손이었고, 한명회는 한악의 둘째 아들 한공의의 4대손이었다.
음보로 출사하여 부사정(副司正)이 되었다. 1417년(태종 17년) 가을 넷째누이 여비 한씨가 영락제의 후궁으로 낙점되자 명나라에 파견되는 진헌부사(進獻副使)가 되어 노구산(盧龜山), 녹사(錄事) 김덕장(金德章) 등과 같이 명나라 성조(成祖)의 후궁으로 선발되어 명나라에 들어가는 황씨(黃氏)와 누나를 호송하여 연경에 갔다가 그해 말 귀국하였다. 그뒤 누나가 여비로 책봉되자, 명나라의 초청을 받고 진헌부사(進獻副使)로 명에 가서 명나라의 봉의대부 광록시소경(光祿寺少卿)에 제수되었다.

#### 세종 책봉고명과 외교 활동
1418년 태종의 양위로 세종이 즉위하자 책봉 고명을 위한 승습사(承襲使)로 명나라에 들어갔고, 1419년(세종 1년) 1월 명나라 황제의 책봉 고명서를 받들고 명나라의 책봉정사(冊封正使)가 되어 부사인 홍려시승 유천(劉泉)과 함께 귀국하여 판한성 부사가 되었다.
1420년 1월 조선의 흉년기에 공물면제를 위한 사절단의 대표로 예조참판 하연(河演)과 함께 명나라에 가서 명나라의 광록시소경으로서 태종 이래 추진하였던 금과 은의 공물면제를 주청하여 황제의 허락을 받고 귀국하였다. 1424년 명나라 성조가 북정(北征) 중 유목천(楡木川)에서 죽자 여비는 영락제 사후 순장당하였다. 그뒤 장군 절제사(掌軍節制使)가 되었다.
1425년 전감무(前監務) 김성정(金成鼎)의 첩의 딸 고미(古未)와 간통하였다가 사헌부집의(執義) 정연(鄭淵)·헌납 윤맹겸(尹孟謙) 등으로부터 탄핵을 당하였으나 세종대왕은 주저하다가 윤허하지 않았다.
| “ | 이 사람은 내가 죄줄 수 없는 사람이다. | ” |

그뒤 여비 한씨의 절개를 높이 평가받아 다섯째 누이가 명나라 선종(宣宗) 선덕제의 후궁으로 선발되어 공신부인이 되자, 1429년(세종 11년) 진헌사가 되어 진헌부사 조종생(趙從生)과 함께 진헌사로 명나라에 다녀왔다.
그뒤 창성(昌盛)과 윤봉(尹鳳)이 또 한영정의 막내딸이 얼굴이 아름답다고 명나라에 고하자 그의 막내 누이도 명나라로 뽑혀 가게 되었다. 병이 나게 되어 한확이 약을 주니, 한씨가 먹지 않고 말하기를,
| “ | 누이 하나를 팔아서 부귀가 이미 극진한데 무엇을 위하여 약을 쓰려 하오. | ” |

하고, 칼로 제 침구(寢具)를 찢고 갈마두었던 재물을 모두 친척들에게 흩어 주니, 침구는 장래 시집갈 때를 위하여 준비했던 것이었다.
1427년에는 그를 공격했던 좌군 도사(左軍都事) 최징(崔澄)이 역으로 무고죄로 처벌을 받았다. 1429년 명나라에 사신으로 갔다가 귀국할 때는 명나라에 조공으로 바쳐진 내관 백언(白彦)이 그의 어머니에게 주는 단초(段綃)와 성(成)·차(車)·정(鄭)·노(盧)·안(安)·오(吳)·최(崔)씨 등 명나라에 공녀로 바쳐진 여인들이 쓴 편지를 고국의 가족들에게 전달해 주었다. 그는 중국어와 한자에 능통했는데, 이후 명나라 사신이 입국할 때마다 선위사(宣慰使)로 파견되어 접대하였다.

### 관료 생활

#### 관료 생활
1435년(세종 17년)에 자헌대부 행중추원부사, 지중추원사가 되었다. 1437년 그의 딸 한씨가 계양군(桂陽君) 이증과 혼인하고 정선군 부인(旌善郡夫人)에 봉작되었다. 그의 또다른 딸은 수양대군의 아들 도원군 숭과 결혼하는데 이 딸이 바로 후일의 인수대비가 된다.
1438년(세종 21년) 중추원사가 되었다가 통행금지 시간을 어겼는데 수문장에게 압력을 가하여 문을 열고 들어왔다가 탄핵을 받고 파면당했다. 그해 복직하여 정헌대부 중추원사를 거쳐, 1439년 판한성부사, 경기도관찰사, 판병조사, 함경도 관찰사를 거쳐 판한성부사 등을 역임하였다. 그해 경기도감사로 나갔다가 복귀, 1440년 지중추원사(知中樞院事), 병조 판서, 판병조사를 거쳐 함길도도관찰사로 나갔다. 이때 그는 관직을 사양하였으나 받아들여지지 않아 함길도로 부임해갔다. 1442년(세종 25년) 동지중추원사와 판한성부사를 지냈다.
1443년 동지중추원사가 되었다. 그해 동지중추원사로 의금부제조(義禁府提調)를 겸하였고, 그해 다시 판병조사 겸 지중추원사를 거쳐 다시 판한성부사(判漢城府事)가 되었다. 1444년 경상도, 전라도의 진상품을 받을 것을 청하였으나 세종이 이를 듣지 않았다. 그 해 판이조사가 되었는데, 이때 인사에 공정을 기하여 자못 명망이 있었다. 1445년 중추원지사 겸 판병조사(병조판서)를 겸하다가, 다시 판이조사(이조판서)가 되었다. 1446년 판중추원사로 승진되었다가 1447년 이조 판서가 되고, 행평안도 관찰사로 나아갔다. 그해 행평안도관찰사로 평양판윤과 평안도 병마도절제사까지 겸임하였다. 1448년 평안도병마절도사 겸하였다. 1450년(세종 32년) 판중추원사가 되었다. 그 후 판이조사·좌찬성 등을 거쳐 세조 때 서성 부원군에 봉해졌다.

#### 문종 연간과 계유 정난
1450년(문종 즉위년) 문종이 즉위하자 판중추원사로 소환되었고, 그해 의금부 제조(義禁府提調)가 되었다. 이듬해 명나라에 파견되는 사은사로 연경에 다녀왔다. 1452년(문종 2년) 초에 귀국, 그해 의정부 좌찬성이 되었다. 이후 한명회, 신숙주, 권람, 정인지 등과 긴밀히 연락하며 사돈 수양대군(首陽大君)의 즉위를 도왔으며 명나라에 있는 누이 공신부인과 죽은 여비 한씨의 후광에 힘입어 이들의 거사를 은밀히 지원하였다.
1452년 원접사(遠接使)로 명나라의 사신을 맞이하였고, 그해 9월 개성부 선위사가 되어 개성 지역을 위문하고 돌아왔다. 12월초 다시 개성부 선위사가 되어 개성을 순찰하고 되돌아온 뒤 의정부좌찬성(左贊成)에 임명되었다.
1453년(단종 원년)에 계유정난이 성공하면서 정난공신으로 책록된 뒤 우의정부사로 발탁되어 서성부원군에 봉군되었다. 이어 계유정난 당시 명나라에서 외교적인 문제를 제기할 때 명나라 사신을 설득하여 수양대군의 정치적 입지를 탄탄히 하였다. 계유정난의 성공 이후 수양대군을 도와 그해 11월 좌찬성이 되었다가 다시 수충위사협찬정난공신 1등에 책록되고 의정부 우의정 서원 부원군(西城府院君)에 봉작되었다.
그해 11월에는 창덕궁에서 효령 대군(孝寧大君) 이보(李補)·좌의정 정인지(鄭麟趾) 등과 함께 단종의 왕비감을 간택하는데 세 번 참여하였다. 12월 몇 번의 처녀 간택에 참여한 뒤 단종에게 왕비를 맞이할 것을 청하는 상소를 올렸다.

#### 세조찬위
1454년 왕비 책봉의 공로로 상을 받았다. 1455년(단종 3년) 초 형조 판서 이변(李邊)·도승지 신숙주(申叔舟)와 함께 벽제역(碧蹄驛)에 가서 명나라의 사신을 영접하였다.
1455년(세조 1년) 좌의정이 되고 그해 사은사로서 세조의 왕위 찬탈을 양위로 명분을 세워 명나라를 설득하러 연경에 갔다. 명나라에 가서 단종의 양위를 의심하는 추궁에 세조의 왕위찬탈을 양위(讓位)라고 설득시켰다.
세조의 책봉고명을 성사시킨 공로로 좌익공신 1등에 오르고 서원부원군(西原府院君)에 개봉되었다.
1456년 난신에 연좌된 부녀를 분배할 때 조청로(趙淸老)의 어미 덕경(德敬)·아내 노비(老非), 최득지(崔得池)의 아내 막덕(莫德), 이현로(李賢老)의 첩의 딸 이생(李生) 등을 노비로 하사받았다.

### 사신 파견과 죽음
귀국길에 올라 세조의 책봉 고명을 받아 돌아오던 중, 칠가령(七家嶺)에 이르러 병을 얻어, 귀환하는 도중에 음력 9월 11일 사하포(沙河浦)에서 갑작스럽게 객사하였다. 당시 향년 56세였다. 사망 당시 가사에 대한 말은 한마디 하지 않았다고 한다. 그의 둘째 딸은 세종의 서자 계양군 증에게 출가했고, 여섯째 딸은 인수대비로 덕종의 비이며 월산대군·성종의 어머니였다.
한확은 세조에게는 더할 나위 없는 충신이었다. 그는 그의 누나가 명나라 성조(成祖)의 후궁이 되면서 명나라 황실의 벼슬을 받고 외교채널이 된다. 그리고 누이동생 또한 명나라 선종(宣宗)의 후궁으로 간택돼 더욱 외교적 입지를 다지게 된다. 사실 한확의 두 누이이자 인수대비의 고모들은 명나라에 공녀로 바쳐진 가슴 아픈 사연을 지녔다. 한확은 계유정난 때 세조를 도와 정난공신 1등에도 올랐는데 세조의 왕위 찬탈을 승인하지 않던 명나라에 들어가 단종이 왕위를 물려준 양위라고 설득한다. 그러나 한확은 골치 아픈 외교 문제를 해결하였다.
동생 한전(韓磌)·한질(韓)이 모두 일찍 죽었는데, 한확이 그 고아를 무육(撫育)하기를 자기 자식과 다름이 없었다. 작품으로는 고려말기의 문신 차원부를 애도하는 치제문이 있다. 그가 죽자 세조는 9월 22일까지 정사와 조회를 중단하였다. 이때 강무까지 중단하려 하였으나 승정원의 반대로 강무는 계속하였다.

### 사후
사후 시신은 국내로 운구되어 경기도 광주군 초부면(현, 경기도 남양주시 조안면 능내리 산69-5) 동두미진 상조곡산에 안장되었다. 그의 묘소가 왕릉과 비슷한 크기라 하여 후일 능내, 능내동이라는 마을 이름이 유래하였다고 한다. 묘비명은 사가 서거정이 묘지명을 지었다. 한편 그의 부인의 묘소는 양주군 은현면 용암리에 소재해 있다.
1470년(성종 1년)에 세조의 묘정(廟庭)에 배향되었다. 시호는 양절(襄節)이다.
성종의 모후인 인수대비가 아버지의 묘에 비가 없음을 슬퍼하자 성종은 특명을 내려 1494년(성종 25년) 4월 우참찬 어세겸(漁世謙)에게 한확의 신도비문을 짓게하고 한확의 셋째아들 한치례(韓致禮)에게 비의 건립을 감독하게 하여 1495년 세웠다고 한다. 신도비문의글씨는 성종의 사돈 임사홍(任士洪)이 썼다. 한확의 신도비는 후일 경기도 유형문화재 제127호로 지정되었다.
은현면에 있는 그의 부인 남양홍씨의 신도비는 임사홍이 지었다.

## 작품
한확의 저술은 전하는 것이 없다. 다만 "차원부 치제문"이 있다고 주장되어 왔으나 실제와 다르고, 《차원부설원기》의 이본인 《차운암설원록》에 실려 있는 응제시 1편이 있으나 그의 저술이 아님이 논증되었다.

## 가족 관계
- 할아버지 : 한녕(韓寧)
- 아버지 : 한영정(韓永矴)
- 어머니 : 의성 김씨(? - 1423년 3월 13일, 의성군 양소공 김영렬(金英烈)의 딸)
  - 누이 : 여비 한씨 - 명나라 영락제의 후궁
  - 여동생 : 공신부인 한계란(韓桂蘭) - 명나라 선덕제의 후궁
  - 동생 : 한전(韓磌)
  - 동생 : 한질(韓𥑇)
    - 조카 : 한치형
- 부인 : 남양부부인 홍씨 - 남양 홍씨 이조판서, 대제학 문양공 홍여방(洪汝方)의 딸 - 3남 6녀
  - 아들 : 한치인(韓致仁)
  - 아들 : 한치의(韓致義)
  - 아들 : 한치례(韓致禮) - 영돈녕부사, 서릉부원군, 좌리공신(佐理功臣) 4등, 장간(莊簡)
  - 며느리 : 죽산 안씨 - 안맹담(安孟聃)[13]의 딸[14]
    - 손자 : 한익(韓翊) - 보조공신, 군기시판관, 증 병조참판, 서성군
    - 손주며느리 : 순천 박씨로 판중추부사 평양군(平陽君) 박중선(朴仲善)의 딸
      - 증손자 : 한세창(韓世昌) - 분의정국공신(奮義靖國功臣) 4등, 영흥 대도호부사, 증 호조판서, 청원군
      - 증손자 : 한숙창(韓叔昌) - 분의정국공신(奮義靖國功臣) 4등, 장례원 판결사, 증 공조판서, 서평군

  - 장녀 : 한유산(韓榴山)
  - 사위 : 이계녕
  - 차녀 : 정선군부인 한씨(한유산,韓柚山)
  - 사위 : 계양군[15]
  - 삼녀 : 한감산(韓柑山)
  - 사위 : 김자완
  - 사녀 : 한시산(韓枾山)
  - 사위 : 최연
  - 오녀 : 한이산(韓梨山)
  - 사위 : 권집
  - 육녀 : 인수대비(소혜왕후)
  - 사위 : 의경세자(덕종)
    - 손 : 월산대군
    - 손 : 명숙공주
    - 손 : 성종
- 장인 : 홍여방(洪汝方)
- 외할아버지 : 김영렬(金英烈)

## 평가
사치하지 않고 검소하였으며, 누나와 누이동생이 명나라 성조와 선종의 총애를 받음을 계기로 현달하여 명나라 후궁의 일족이라는 후광을 얻었으나 거만하지 않았다. 딸 소혜왕후에게는 일찍이 한학과 사서 삼경을 가르치고 부녀로서 지켜야 할 범절을 가르쳤으며, 세자빈이 된 뒤에도 검소하고 자신을 낮출 것을 권고하였다.
넓은 도량과 온간(溫簡)한 성품으로 상하의 신망이 있었으며, 명나라 황실과의 유대와 공정하고 결단성 있는 정사로 외교와 내치에 크게 공헌하였다. 또한 아우 참의공 전이 일찍 죽자 아버지 없는 어린 조카들을 데려다가 내 자식과 같이 양육하였다.
그러나 태종·세종 때 차례로 두 누이 동생을 공녀로 보낸 한확은 우의정과 좌의정 등 요직을 두루 거쳤다. 그가 간통을 저질렀을 때도 세종은 "내가 죄 줄 수 없는 사람"이라며 묵인할 수밖에 없었다.

## 기타
부인 홍씨의 묘소는 양주군 은현면 용암리에 있다.
부인 홍씨의 신도비는 왕족, 후궁 여성 외의 여성의 신도비로서는 최초로 건립된 것이다. 1497년(연산군 3년) 3월 16일 소혜왕후의 명으로 임사홍에게 신도비문을 짓게 하여 수립하였다.

## 한확이 등장한 작품
- 《설중매》 (MBC, 1984년~1984년 배우:전무송)
- 《파천무》 (KBS 2TV, 1990년~1990년 배우:이한승)
- 《한명회》 (KBS 2TV, 1994년~1994년 배우:박웅)
- 《왕과 비》 (KBS 1TV, 1998년~2000년 배우:남일우)
- 《인수대비》 (JTBC, 2011년~2012년 배우:장용)

## 같이 보기
| - 집현전 - 영락제 - 선덕제 - 여비 한씨 - 공신부인 - 인수대비 - 한치례 - 한명회 - 한상질 - 신숙주 - 정인지 - 세종대왕 - 세조 - 예종 - 의경세자 | - 공녀 - 계유정난 - 세조 반정 - 사육신 - 생육신 - 사육신의 난 - 성삼문 - 박팽년 - 성승 - 유응부 - 봉석주 - 김질 - 정창손 - 정현조 | - 성종 - 정희왕후 - 윤번 |

## 참고 문헌
- 태종실록
- 세종실록
- 세조실록